# Memento Mori (àlbum)
Memento Mori, és el quinzè àlbum d'estudi de la banda anglesa de música electrònica Depeche Mode. Es va publicar el 24 de març de 2023 per Columbia Records comptant amb James Ford en la producció. És el primer àlbum de la banda enregistrat com a duet després de la mort del teclista Andy Fletcher el 26 de maig de 2022.

## Producció
La composició i els primers treballs per la confecció del nou àlbum ja s'havien realitzat quan es va produir el decés sobtat d'Andy Fletcher al maig de 2022, tanmateix, no havia enregistrat ni sentit el material en el qual havien treballat David Gahan i Martin Gore. Gore va col·laborar amb Richard Butler en la composició de quatre cançons però va considerar que eren prou bones com per afegir-les al nou treball de Depeche Mode enlloc de fer-ho en un projecte paral·lel a la banda. Butler va ser inclòs en la composició de l'àlbum però no com a nou membre de la banda ja que van considerar que l'absència de Fletcher era insubstituïble i una falta de respecte cap a ell.
El tema de la mort és dominant en aquest treball, especialment per les conseqüències de la pandèmia de COVID-19, que va causar centenars de milers de morts arreu del món i va coincidir amb l'època de composició de les cançons.
L'enregistrament de l'àlbum s'havia d'iniciar només sis setmanes després de la mort de Fletcher i els dubtes eren molt importants. Gore i Gahan va debatre en diversos ocasions sobre si continuar endavant, ajornar-ho per més endavant o simplement dissoldre la banda. Un dels efectes positius d'aquesta etapa és que Gore i Gahan es van unir més del que ho havien fet mai, i van parlar, discutir i prendre decisions sobre el seu futur. Les sessions d'enregistrament van ser tranquil·les i productives malgrat tornar a treballar amb el productor James Ford, a diferència de l'enregistrament de l'àlbum anterior, Spirit, que va ser tens i força hostil.
A l'octubre de 2002, la banda va realitzar una conferència de premsa a Berlín, on van anunciar el títol de l'àlbum i la nova gira mundial.
Memento Mori va rebre molt bon reconeixement per part de la crítica especialitzada, en canvi, comercialment la recepció va ser més diversa.. Per exemple, als Estats Units va arribar al catorzè lloc de la llista Billboard 200, el primer treball de la banda des de Music for the Masses (1987) que no va entrar al Top 10 de la llista. En altres països com França, va arribar al capdamunt de la llista i va ser certificat amb el disc d'or.

## Llista de cançons
Totes les cançons foren escrites i compostes per Martin Gore excepte les indicades. 
| Núm.          | Títol                   | Composició                            | Durada |
| ------------- | ----------------------- | ------------------------------------- | ------ |
| 1.            | «My Cosmos Is Mine»     |                                       | 5:18   |
| 2.            | «Wagging Tongue»        | Gore Dave Gahan                       | 3:25   |
| 3.            | «Ghosts Again»          | Gore Richard Butler                   | 3:58   |
| 4.            | «Don't Say You Love Me» | Gore Butler                           | 3:44   |
| 5.            | «My Favourite Stranger» | Gore Butler                           | 3:55   |
| 6.            | «Soul with Me»          |                                       | 4:15   |
| 7.            | «Caroline's Monkey»     | Gore Butler                           | 4:17   |
| 8.            | «Before We Drown»       | Gahan Peter Gordeno Christian Eigner  | 4:08   |
| 9.            | «People Are Good»       |                                       | 4:24   |
| 10.           | «Always You»            |                                       | 4:19   |
| 11.           | «Never Let Me Go»       |                                       | 4:04   |
| 12.           | «Speak to Me»           | Gahan Eigner James Ford Marta Salogni | 4:37   |
| Durada total: | Durada total:           | Durada total:                         | 50:24  |

## Crèdits
Depeche Mode
- Dave Gahan – cantant
- Martin Gore – sintetitzador, guitarra, veus addicionals, cantant

Músics addicionals
- Marta Salogni – programació
- James Ford – programació, sintetitzador, bateria, percussió, guitarra, corda, guitarra d'acer amb pedal, baix, piano, arranjaments corda
- Davide Rossi – arranjaments corda, corda, violoncel, violí
- Desiree Hazley – violí
- Luanne Homzy – violí
- Christian Eigner – programació
- Peter Gordeno – programació

Tècnics
- James Ford – productor
- Marta Salogni – mescles, enginyeria
- Matt Colton – masterització
- Francine Perry – assistència enginyeria
- Grace Banks – assistència enginyeria
- Gregg White – assistència enginyeria
- Adrian Hierholzer – enginyeria vocal
- Anton Corbijn – portada, direcció artística, disseny

## Posicions en llistes
| Llista (2023) | Posició | Certificació |
| ------------- | ------- | ------------ |
| Alemanya      | 1       | 1x Or        |
| Austràlia     | 36      |              |
| Canadà        | 8       |              |
| Espanya       | 2       |              |
| Estats Units  | 14      |              |
| França        | 1       | 1x Or        |
| Itàlia        | 1       | 1x Or        |
| Japó          | 72      |              |
| Portugal      | 3       |              |
| Regne Unit    | 2       |              |